# Nuevo Arraiján
Nuevo Arraiján est une localité située dans le corregimiento de Juan Demóstenes Arosemena, province de Panama Ouest, au Panama. Elle comptait 26 298 habitants en 2008.
La localité a été fondée en 1930 et tient son nom de l'homme politique panaméen Juan Demóstenes Arosemena.